# Kłębek szyjny

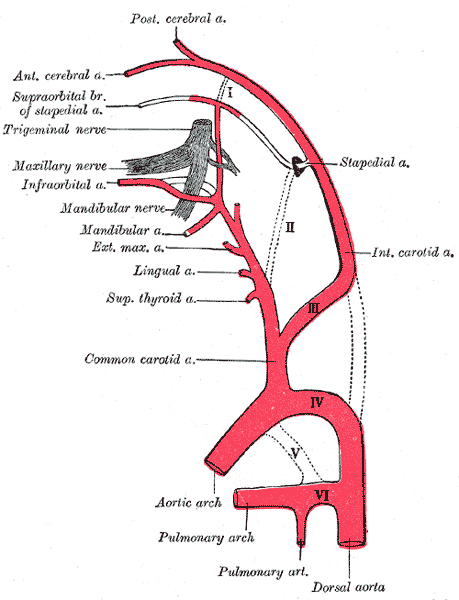
Podział tętnicy szyjnej wspólnej na tętnicę szyjną wewnętrzną i zewnętrzną, w którym znajduje się kłębek szyjny

Kłębek szyjny (łac. glomus caroticum) – ciałko przyzwojowe, okrągły twór o średnicy około 4–6 milimetrów, leżący w rozwidleniu tętnicy szyjnej wspólnej. 
Jest unaczyniony przez gałązkę tętnicy szyjnej zewnętrznej, a unerwiony przez gałązkę nerwu językowo-gardłowego.
Ma właściwości chemorecepcyjne, jest wrażliwy na zwiększanie się stężenia dwutlenku węgla (hiperkapnia), spadek ciśnienia tlenu (hipoksemia) oraz kwasicę, które pobudzając kłębek szyjny, doprowadzają do skurczu tętnic, przyspieszenia akcji serca oraz hiperwentylacji. Impuls nerwowy biegnie gałęziami zatokowymi nerwu językowo-gardłowego do ośrodka oddechowego w rdzeniu przedłużonym. Komórki kłębka szyjnego mogą być punktem wyjścia nowotworu – przyzwojaka.
Guz kłębka szyjnego może być składową triady Carneya.